# Diecezja Viana (Angola)
Diecezja Viana – diecezja rzymskokatolicka w Angoli. Erygowana przez Benedykta XVI 6 czerwca 2007, na terytorium wyłączonym z archidiecezji Luandy.

## Biskupi diecezjalni
- Bp Joaquim Ferreira Lopes, O.F.M. Cap (2007–2019)
- bp Emílio Sumbelelo (od 2019)